# Dysdera minutissima
Dysdera minutissima là một loài nhện trong họ Dysderidae.
Loài này thuộc chi Dysdera. Dysdera minutissima được Jörg Wunderlich miêu tả năm 1992.